# Anochetus intermedius
Anochetus intermedius é uma espécie de formiga do gênero Anochetus, pertencente à subfamília Ponerinae.